# Ishizue Ryuji
Ryuji Ishizue (sinh ngày 22 tháng 7 năm 1964) là một cầu thủ bóng đá người Nhật Bản.

## Sự nghiệp câu lạc bộ
Ryuji Ishizue đã từng chơi cho Yokohama Flügels và Vissel Kobe.

## Thống kê câu lạc bộ

### J.League
| Đội              | Năm       | J.League | J.League | J.League Cup | J.League Cup | Tổng cộng | Tổng cộng |
| Đội              | Năm       | Trận     | Bàn      | Trận         | Bàn          | Trận      | Bàn       |
| ---------------- | --------- | -------- | -------- | ------------ | ------------ | --------- | --------- |
| Yokohama Flügels | 1992      | -        | -        | 5            | 0            | 5         | 0         |
| Yokohama Flügels | 1993      | 0        | 0        | 0            | 0            | 0         | 0         |
| Yokohama Flügels | 1994      | 7        | 0        | 2            | 0            | 9         | 0         |
| Vissel Kobe      | 1997      | 28       | 0        | 5            | 0            | 33        | 0         |
| Vissel Kobe      | 1998      | 13       | 0        | 4            | 0            | 17        | 0         |
| Tổng cộng        | Tổng cộng | 48       | 0        | 16           | 0            | 64        | 0         |